# Fenimorea chaaci
Fenimorea chaaci is een slakkensoort uit de familie van de Drilliidae. De wetenschappelijke naam van de soort is voor het eerst geldig gepubliceerd in 1995 door Espinosa & Rolan.

## Synoniemen
- Clathrodrillia chaaci (Espinosa & Rolán, 1995)
- Drillia (Clathrodrillia) chaaci Espinosa & Rolán, 1995
- Drillia chaaci Espinosa & Rolan, 1995